# کونکولیکو
کونکولیکو شهری در شهرستان پومپوئی در استان باله در بورکینافاسوی جنوبی است و جمعیت آن ۱۸۹۸ نفر است.